# Sindbezoargeit
De Sindbezoargeit (Capra aegagrus blythi) is een kwetsbare ondersoort van de bezoargeit, die voorkomt in het zuidwesten van Pakistan en het zuidoosten van Iran.

## Beschrijving
Sindbezoargeiten zijn vrij gedrongen dieren met een dik lichaam en sterke ledematen die eindigen in brede hoeven. Vrouwtjes en jonge mannetjes, tot hun tweede winter, zijn geelbruin variërend tot roodgrijs met een donkerder bruine middenruglijn die zich uitstrekt van tussen de schouders tot aan de basis van de staart. Volwassen mannetjes zijn spectaculair mooi, met lange, kromzwaardvormige hoorns van meer dan 102 cm lang en een bijna zilverwit lichaam met een roetgrijze borst, keel en gezicht. De hoeveelheid witte haren in de nek en op het achterlichaam van de mannetjes neemt toe met de leeftijd.
Het haar in de zomervacht is kort en grof en is zelfs bij volwassen mannetjes meer roodachtig-bruin van kleur. Mannetjes hebben korte baarden, maar vrouwtjes hebben geen baard. De buik en de buitenkant van de onderste ledematen, de baard en het voorste deel van het gezicht variëren van zwart tot diep kastanjebruin bij volwassen mannetjes. Er is ook een opvallende zwarte streep bij volwassen mannetjes, die van de schoft langs de voorkant van de schouders loopt en overgaat in de zwarte borst. Oudere mannetjes hebben een donker gezichtspatroon. De hoorns zijn sterk gekield aan de voorkant, omhoog en naar buiten golvend met de uiteinden over het algemeen uiteenlopend. De populatie van de Sindbezoargeit in het Nationaal park Kirthar wordt geschat op ongeveer 30.000.

## Gedrag
Deze wilde geit is een kuddedier en verzamelt zich in vrij grote kuddes, als ze onverstoord blijven. De oudere mannetjes komen soms bij de kuddes, maar meestal blijven ze bij elkaar, vaak aan de rand van de hoofdgroep. Als ze gestoord worden, zijn ze veel meer op hun hoede en klimmen ze heel vroeg in de ochtend naar ontoegankelijke rotsen, waar ze vlak voor zonsondergang weer tevoorschijn komen.
Tijdens de warmste periode van het jaar blijven ze overdag langer liggen en grazen ze soms een groot deel van de nacht. Sindbezoargeiten hebben een geweldig evenwichtsgevoel en kunnen een staande sprong van 1,75 m maken op een schijnbaar verticaal rotsoppervlak. Ze lijken bijna traag en weloverwogen als ze over rotswanden lopen, maar ze kunnen zonder verwondingen naar beneden glijden over bijna loodrechte rotswanden met valhoogtes tot 4-6 m. Als ze een ander mannetje uitdagen, gaan deze wilde geiten vaak op hun achterpoten staan en buigen ze tegelijkertijd hun kop naar één kant voordat ze naar voren stormen en met hun horens slaan.

## Leefgebied
Het leefgebied omvat de Kirthargebergte, dat in het zuiden van Sind en het zuidwesten van Beloetsjistan ligt, en de naastgelegen gebieden van Makran.

## Galerij

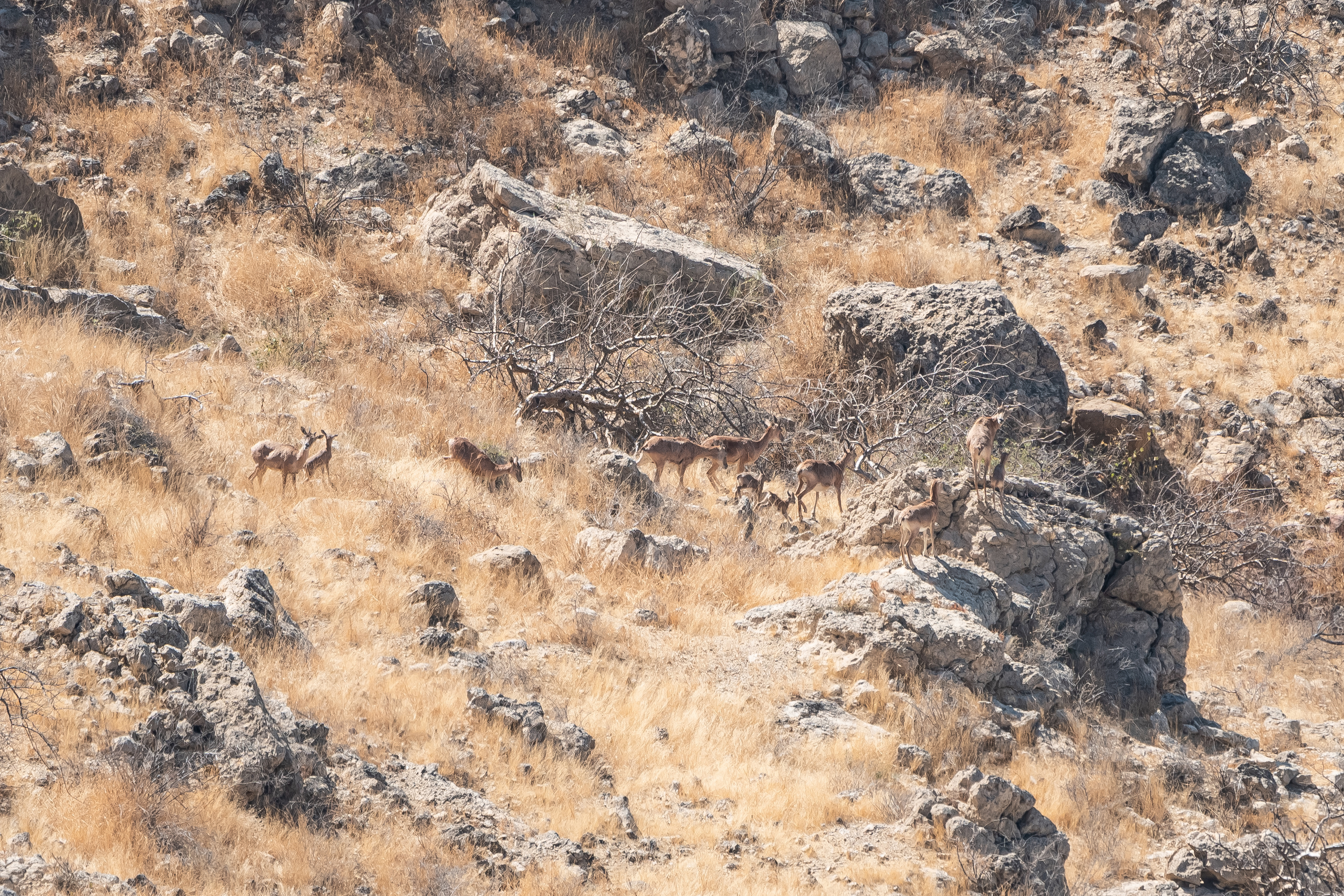
Een vrouwelijke Sindbezoargeit in Nationaal park Kirthar
Een Sindbezoargeit in Nationaal park Kirthar